# Knindže
Die sogenannten „Knindže“ (serbokroatisch-kyrillisch Книнџе ‚Ninjas aus Knin‘) oder Crvene Beretke (serbisch-kyrillisch Црвене беретке ‚Rote Barette‘), war de facto eine paramilitärische spezialisierte Polizeieinheit des jugoslawischen Staatssicherheitsdienstes RDB, welche die Armee der Republik Serbische Krajina während des Kroatienkrieges unterstützte. Operationsgebiet der Knindže war die völkerrechtlich nicht anerkannte Republik Serbische Krajina. Die Angehörigen der Einheit wurden nach ihrem Kommandanten, dem verurteilten Kriegsverbrecher Dragan Vasiljković (Kampfname „Kapetan Dragan“), auch als Draganovci ‚Dragans Männer‘ bezeichnet. Aus den Knindže und der Srpska dobrovoljačka garda ‚Serbische Freiwillgigengarde‘ rekrutierte sich der Kern der serbischen Jedinica za specijalne operacije ‚Einheit für Spezialoperationen‘.

## Geschichte
Nachdem Milan Martić vom jugoslawischen Staatssicherheitsdienst SDB als militärischer Führer der aufständischen Serben in der Krajina installiert worden war, stellte ihm der SDB eine Elite-Kampftruppe auf. Martićs Einheit mit dem Spitznamen „Knindže“ wurde als Spezialpolizeieinheit vermutlich Mitte 1990 formiert und stand unter dem Kommando von Dragan Vasiljković. Im August 1990 wurde die Einheit erstmals offen während der sogenannten Baumstammrevolution als professioneller Kern der Streitkräfte der aufständischen Serben in Kroatien bei der Festigung ihrer Kontrolle über die Stadt Knin eingesetzt. Während des Frühjahrs und Sommers 1991 wurde die Einheit in die Region Banija der nördlichen Krajina verlegt. 
Nach offenem Ausbruch des Kroatienkrieges Ende 1991 waren die „Knindže“ stark an den Kämpfen in den Regionen um Knin und der Banija beteiligt. Im Mai 1991 hatte der SDB – nun umbenannt in Resor državne bezbednosti (RDB) – neben den gut ausgebildeten und zuverlässigen „Knindže“, in Golubić in der Krajina auch die Einheit für Spezialoperationen, genannt „Rote Barette“, aufgestellt. Auch diese stand zu diesem Zeitpunkt unter dem Kommando von Dragan Vasiljković und daneben unter der Aufsicht von Franko „Frenki“ Simatović. Die „Knindže“ und die „Roten Barette“ dienten als mobile Eliteeinheiten und führten gemeinsame militärische Operationen durch.

## Trivia
Die serbische Zeitung Politika verlegte im Herbst 1991 ein Comicserie unter dem Titel Knindže — Vitezovi Srpske Krajine ‚Knindže — Ritter der Serbischen Krajina‘, welcher fiktive Heldentaten des „Kapetan Dragan“ und seiner Einheit propagandistisch verherrlichten. Die erste Ausgabe erschien mit dem Titel Po zapovesti kapetana Dragana ‚Auf Befehl von Kapetan Dragan‘ und die zweite Ausgabe im November 1991 mit dem Titel Za slobodu Srpske Krajine ‚Für die Freiheit der Serbischen Krajina‘. Den Text besorgte Danko Djukić und die Zeichnungen Žarko Katić. Ebenfalls Ende 1991 erschien auch eine Romanvariante unter dem Titel Die Dämonen kommen vom Autor Miloš Krajišnik, ebenfalls herausgegeben von der Politika.
Der serbische Musiker Baja Mali Knindža („Baja, der kleine Kniner Ninja“) wählte seinen Künstlernamen nach der Einheit.